# 李馥蒸
李馥蒸（？—17世紀），字雲伯，陝西西安府華州蒲城縣人，明朝、清朝政治人物。

## 生平
李馥蒸在天啟四年（1624年）中舉人，崇禎十六年（1643年）成進士，順治年間擔任江西提學道。他個性孝友，為雙親廬墓，遺產全讓給弟弟；饑荒時供應糧食降低物價，令多人存活。王永強叛亂，地方多人死去，他捐資建立義塚葬下死者；朋友御史王道純被流賊殺害，死於山西，他也到該處送回棺木到蒲城下葬。

## 引用
1. 1 2  光緒《蒲城縣新志·卷十一·人物志下》：李馥蒸，字雲伯，崇正癸未進士，厯江西提學道。性孝友，親沒廬墓，所遺產悉讓弟。歲饑，出粟平糶，全活甚眾。王永強之變，暴骨遍野，捐金立義塚葬之；故友王御史道純遭逆闖難，死於山西，躬行千里，櫬歸葬。
2. ↑  光緒《蒲城縣新志·卷九·選舉志》：（天啟）甲子（舉人）……李馥蒸 見甲科